# زن‌هراسی

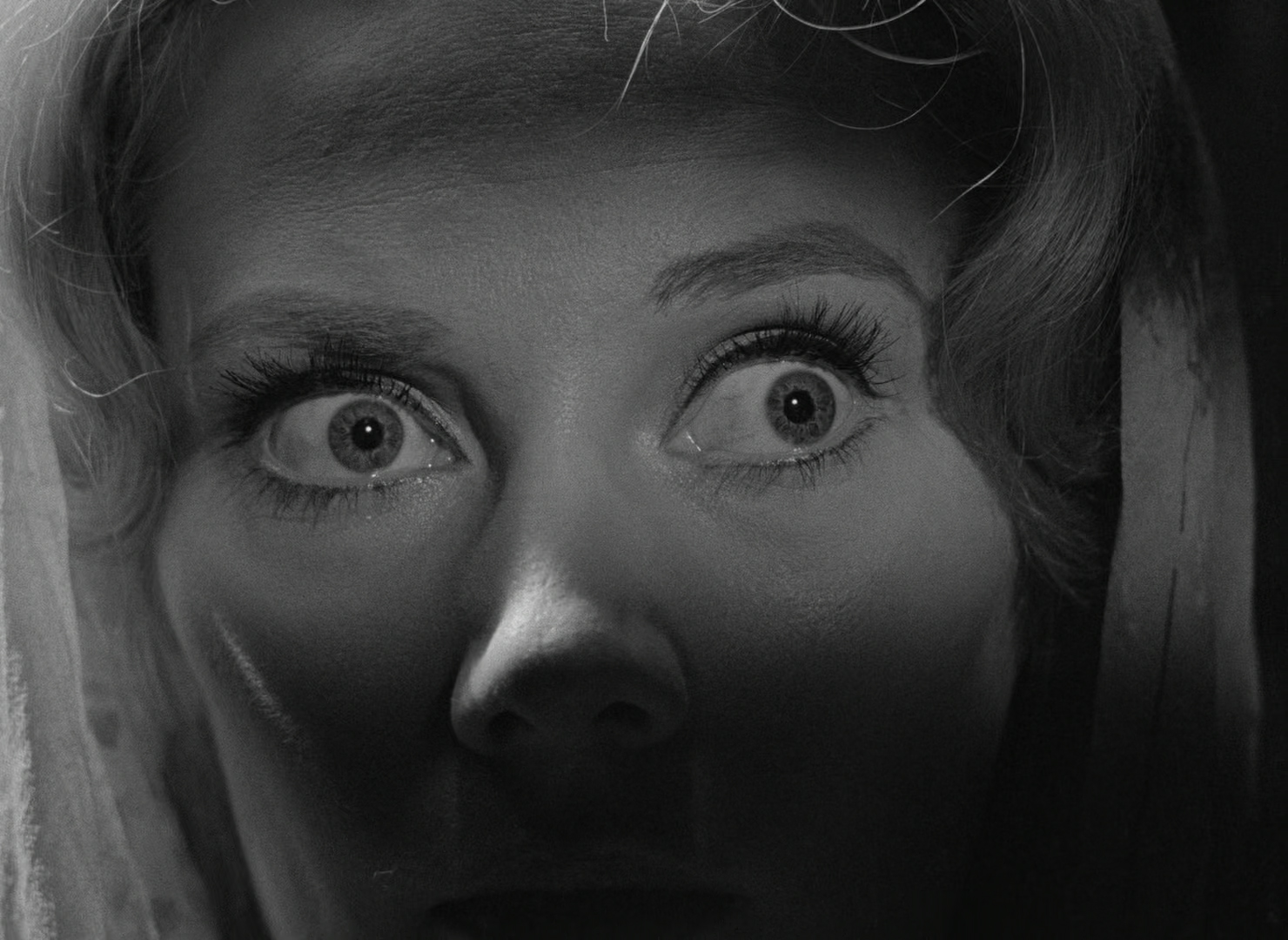
زن‌هراسی

زن‌هراسی (نام علمی: Gynophobia) یک نوع ترس مداوم، غیرطبیعی و بدون دلیل مشخص از زن‌ها است، به حدی که به صورت یک نوع هراس‌های بیمارگونه (ترس مرضی) است.

## زن‌هراسان مشهور
- آرتور شوپنهاور[نیازمند منبع]